# Uleåborgs härad
Uleåborgs härad, tidigare Uleå härad, är ett härad i Norra Österbotten i Finland, tidigare i Uleåborgs län.
Ytan (landsareal) var 28 937,1 km² 1910; häradet hade 31 december 1908 71 943 invånare med en befolkningstäthet av 2,5 inv/km².

## Ingående kommuner
De ingående landskommunerna var 1910 som följer:
- Haukipudas
- Ijo, finska: Ii
- Kempele
- Kiminge, finska: Kiiminki
- Kuivaniemi
- Kuusamo
- Limingo, finska: Liminka
- Lumijoki
- Muhos
- Pudasjärvi
- Taivalkoski
- Temmes
- Tyrnävä
- Uleåsalo, finska: Oulunsalo
- Uleå, finska: Oulun maalaiskunta
- Utajärvi
- Överkiminge, finska: Ylikiiminki

Sedan häradsreformen 1996 består häradet av Uleåborgs stad samt Karlö, Kempele och Uleåsalo kommuner.